# فوسفات ثنائي الصوديوم
فوسفات ثنائي الصوديوم هو مركب لاعضوي صيغته Na2HPO4، وهو ملح ثنائي الصوديوم لحمض الفوسفوريك، فهو بالتالي أحد أملاح فوسفات الصوديوم.
يوجد على شكل شكل صلب بلوري أبيض، على شكل لامائي وكذلك على شكل هيدرات تتفاوت بين 2 أو 7 أو 12.

## التحضير
يحضر المركب مخبرياً من تفاعل هيدروكسيد الصوديوم مع حمض الفوسفوريك:
{\displaystyle \mathrm {2\ NaOH+H_{3}PO_{4}\longrightarrow Na_{2}HPO_{4}+2\ H_{2}O} .}
أما صناعياً فيحضر بخطوة أولى من تفاعل فوسفات ثنائي الكالسيوم مع بيكبريتات الصوديوم، حيث يترسب كبريتات الكالسيوم:
{\displaystyle {\ce {CaHPO4 + NaHSO4 -> NaH2PO4 + CaSO4}}}
ثم بخطوة ثانية بمعالجة المحلول الناتج من فوسفات أحادي الصوديوم بالصودا الكاوية:
{\displaystyle {\ce {NaH2PO4 + NaOH -> HNa2PO4 + H2O}}}

## الخواص
يوجد المركب في الشروط القياسية على شكل صلب بلوري أبيض اللون، وهو ذو انحلالية جيدة في الماء؛ ولمحاليله صفة قاعدية متوسطة:
{\displaystyle \mathrm {HPO_{4}^{2-}+H_{2}O\rightleftharpoons H_{2}PO_{4}^{-}+OH^{-}} }
يؤدي تسخين المركب إلى درجات حرارة تزيد عن 250 °س إلى الحصول على ملح بيروفوسفات الصوديوم:
{\displaystyle \mathrm {2\ Na_{2}HPO_{4}\ {\xrightarrow {250^{o}C}}\ Na_{4}P_{2}O_{7}+H_{2}O\uparrow } }

## الاستخدامات
يستخدم المركب مع فوسفات ثلاثي الصوديوم ضمن الإضافات في الصناعات الغذائية، وذلك لتعديل pH الوسط، كما يضاف مضاداً للتكتل في منتجات المساحيق الغذائية.
يدخل فوسفات ثنائي الصوديوم أيضاً في تركيب منتجات معالجة المياه، وفي المنظفات.